# Pic Conway
Le pic Conway est un sommet qui culmine à 1 800 mètres entre les pieds de la Wreath Valley et de l'Albert Valley dans les pics Apocalypse en terre Victoria. Il est libre de glace. Il est nommé en 2005 par l'Advisory Committee on Antarctic Names en l'honneur du néo-zélandais Maurice Conway of Thames, guide de terrain durant huit saisons estivales pour les expéditions allemandes en terre Victoria, en terre Marie-Byrd et en terre de la Reine-Maud, de 1979 à 2000, et guide de terrain et technicien durant six saisons, de 1997 à 2004, pour le programme antarctique américain sur l'île Roosevelt et en terre Marie-Byrd occidentale.